# Tegengestelde (wiskunde)
Het tegengestelde van een getal n is dat getal dat opgeteld bij n nul oplevert. Het tegengestelde van n wordt genoteerd met −n. Het tegengestelde van een getal heeft dezelfde absolute waarde als het getal maar een tegengesteld teken. Zo is het tegengestelde van 12 gelijk aan −12, omdat 12 + (−12) = 0, en het tegengestelde van −√2 is √2, omdat −√2 + √2 = 0.
Het tegengestelde van nul is nul. Dit is het enige getal waarvan het tegengestelde gelijk is aan zichzelf. Nul is dus het neutrale element met betrekking tot optellen.
Het tegengestelde van een complex getal komt overeen met een draaiing van 180° om 0.
Het tegengestelde is in de abstracte algebra het inverse element voor de bewerking die met een plusteken wordt genoteerd. Dat kan bijvoorbeeld de bewerking van een abelse groep zijn. Deze bewerking is de eerste bewerking van een ring of een lichaam (Ned) / veld (Be).